# Tchaj-an (okres)

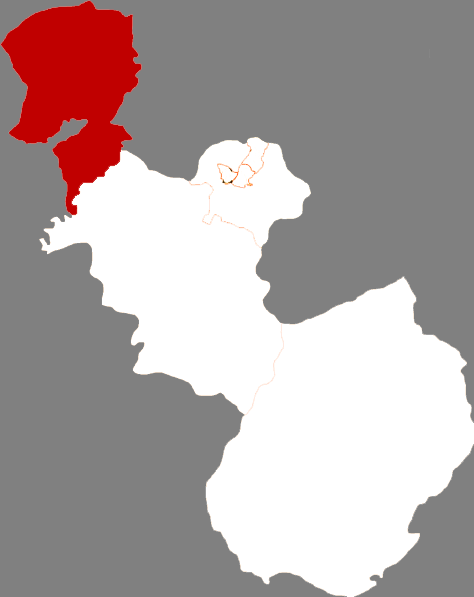
Poloha Tchaj-anu v rámci An-šanu

Tchaj-an (čínsky pchin-jinem Tái'ān, znaky 台安) je okres v Čínské lidové republice. Leží v provincii Liao-ning a patří k městské prefektuře An-šan. Má rozlohu 1393 čtverečních kilometrů a v roce 2010 v něm žilo 379 tisíc obyvatel. Jeho správním střediskem je obec Tchaj-an.
Je zde stanice nejstarší čínské vysokorychlostní tratě Čchin-chuang-tao – Šen-jang.